# Þorsteins saga Víkingssonar
Þorsteins saga Víkingssonar (o La saga de Thorstein, hijo de Viking) es una saga legendaria que tiene lugar en el siglo VII sobre la vida del padre de Frithjof el que Resalta o el Rotundo, llamado Vikingo. El relato se inicia en Noruega y Suecia (con lugares como Ulleråker) pero continua en parajes exóticos como India. No es una de las sagas más famosas, pero se considera una historia entretenida. La obra fue compuesta a principios del siglo XV.
Es una precuela de Friðþjófs saga hins frœkna, (La saga de Fridthjof el valiente).

## Sinopsis
En Suecia, Vikingo tiene nueve hijos de una segunda esposa. Thorsten (Thorstein, o la "roca de Thor") es el hijo mayor. Viking se hace amigo de su digno competidor Njorfe, rey de Oppland, en Noruega, que también tiene nueve hijos. Los dos grupos de hijos son muy competitivos entre sí. En un juego de pelota brutal, se golpean y mutilan, rompiendo los brazos de los demás. Un hijo de Viking, casi muerto, mata a un hijo de Njorfe. Viking regaña a este hijo y lo manda a una isla en el lago Vänern. Dos hijos más le acompañan, incluyendo Thorsten. Viking le dice a Thorsten que esperen tranquilamente en la isla hasta que el peligro haya pasado. Pero los hijos de Njorfe quieren venganza. Ellos usarán la magia para conjurar una helada que congele el lago y frene el viaje a través del mismo para atacar a los tres hijos de Viking. Dos de los hijos de Viking sobreviven: Thorsten y Thorer. Dos de los hijos Njorfe también, incluyendo a su hijo mayor, Jokul, un hechicero. Los hijos de Njorfe usan la magia para descubrir que Thorsten y Thorer siguen vivos. Viking entonces envía a sus dos hijos a la corte de Halfdan para que les proteja. Jokul invade Sogn, mata al rey, destierra al heredero Beli, y maldice a la hija del rey Ingeborg, transformándola en un horrible troll.
Jokul provoca una tempestad que hace naufragar a Thorsten dos veces. Ingeborg (ahora un troll, bajo el nombre Skellinefja) rescata a Thorsten y le pide que se case con ella. Con ayuda de Thorsten, Beli vuelve al trono de Sogn, y rompe la maldición de Ingeborg. Thorsten se casa con Ingeborg y tienen un hijo, Fridthiof.
Thorsten, Beli, y Angantyr recuperan el barco "Ellida" que había sido robado con magia. Thorsten lucha contra Sote, un pirata fantasma en un montículo, para obtener un anillo mágico (forjado por Völundr). Thorsten, Beli, y Angantyr conquistan las Orcadas. Thorsten y su hijo Frithiof heredan una espada mágica Angurvadel. Los descendientes de Thorstein aparecen en la saga Friðþjófs saga hins frœkna y en la saga de Gautrek.